# Грілі (округ, Канзас)
Шаблон:StateAbbr_ 38°28′00″ пн. ш. 101°49′59″ зх. д. / 38.4667° пн. ш. 101.833° зх. д.
Грілі (англ. Greeley County) — округ (графство) у штаті Канзас, США. Ідентифікатор округу 20071.

## Історія
Округ утворений 1873 року.

## Демографія
За даними перепису
2000 року
загальне населення округу становило 1534 осіб, усе сільське.
Серед мешканців округу чоловіків було 761, а жінок — 773. В окрузі було 602 домогосподарства, 414 родин, які мешкали в 712 будинках.
Середній розмір родини становив 3,1.
Віковий розподіл населення поданий у таблиці:
| Стать    | До 15 років | 15-21 | 22-29 | 30-39 | 40-49 | 50-65 | 65-85 | Понад 85 |
| -------- | ----------- | ----- | ----- | ----- | ----- | ----- | ----- | -------- |
| Чоловіки | 186         | 74    | 52    | 105   | 141   | 93    | 101   | 9        |
| Жінки    | 168         | 67    | 54    | 108   | 105   | 110   | 131   | 30       |

## Суміжні округи
- Воллес — північ
- Вічита — схід
- Гамільтон — південь
- Проверс, Колорадо — південний захід
- Кайова, Колорадо — захід
- Шаєнн, Колорадо — північний захід